# Laura Bell
Laura Eliza Jane Seymour Bell Thistlethwayte (1829 Glenavy – 1894) byla irská kurtizána ve viktoriánské Anglii. Nejvíce se proslavila, když za ni nepálský premiér Džang Bahádur údajně zaplatil 250 tisíc liber. Později prodělala náboženskou konverzi a stala se buditelskou kazatelkou morálky.

## Životopis
Narodila se v obci Glenavy v hrabství Antrim v Irsku. Bell měla tvrdit, že její matka je nemanželskou dcerou Lorda Hertforda a její otec je kapitán Robert Bell, správce hertfordského sídla. Po dětství bez rodičovského vedení, odešla z domova pracovat jako pomocnice v obchodě s látkami v Belfastu. Přivydělávala si prostitucí a neúspěšně se snažila uchytit jako herečka. Později se přestěhovala do Dublinu, kde získala renomé jako žádaná kurtizána. Bell měla mít údajně poměr s Dr. Williamem Wildem, otcem spisovatele Oscara Wildea.
Kolem roku 1849 se přestěhovala do Londýna, kde proslula jako „Královna londýnského děvkařství” (The Queen of London Whoredom). Bavila bohaté šlechtice a vévody. Často jezdila do Hyde Parku v pozlaceném kočáru taženém dvěma bílými koni. Právě zde se seznámila s nepálským premiérem Džangem Bahádurem. Bahádur Bell ubytoval v luxusním domě v Belgravii a zahrnul jí luxusními dary. Vypráví se, že za jednu noc s Bell zaplatil 250 tisíc liber, ale je více pravděpodobné, že tato suma zahrnovala všechny dary, které Bell dostala za 90 dní, které spolu strávili. Tato suma byla podepsána Lordem Canningem, generálním guvernérem Indie.
Když se Bahádur musel vrátit do Nepálu, dal Bell diamantový prsten a jako dar na rozloučenou jí slíbil splnit jakékoli přání. Během velké indického povstání mu Bell napsala, aby ho požádala o poslání jednotek na pomoc Britům během vzpoury v Sepoy. Ke zprávě připojila prsten, aby mu připomněla jeho slib. Džang Bahádur poslal své jednotky.
Dne 21. ledna 1852 se provdala za excentrického kapitána Augusta Fredericka Thislethwaytea, který žil na Grosvenor Square v Londýně a měl sídlo v Ross-shire ve Skotsku. Manželství nebylo šťastné, ale výrazně změnilo její život. Brzy po svatbě si šli s manželem poslechnout evangelického kněze Richarda Wagnera v Londýně. Oba byli jeho kázáním velmi pohnuti a konvertovali k evangelismu. Bell o sobě referovala jako o „boží ambasadorce”. Hostila evangelické čajové dýchánky pro vyšší společnost a pomáhala londýnským prostitutkám. I přes nalezenou víru se jí však nepodařilo odbourat zvyk utrácet, a tak se po zbytek života dostávala do dluhů. V roce 1887 se její manžel nešťastnou náhodou postřelil a zabil se (měl ve zvyku sřtílet do stropu, aby přivolal svého komorníka). Bell se nikdy znovu neprovdala.
Spřátelila se s premiérem Williamem Gladstounem a jeho ženou. Sdíleli hlubokou víru a silnou vůli pro společenskou reformu. Přátelství i přes množství pomluv vytrvalo až do její smrti v roce 1894.